# 三浦雅子
三浦雅子（日语：／ Miura Masako，1959年11月29日—），日本女性配音員。出身於大分縣臼杵市。ARTSVISION所屬。身高156cm。A型血。

## 經歷
三浦雅子出生於大分縣臼杵市。中學時期，她是網球社的成員，高中時，她是田徑社的經理。從大分縣立臼杵高等學校畢業後，她以成為幼兒園老師為目標，進入神戶市夙川學院短期大學幼兒保育系學習。在觀看電視動畫《浣熊拉斯卡爾》後，她對表演產生了興趣，並在畢業作品中創作並表演了自己的兒童輕歌劇，她在勝田話法研究所參加了配音員勝田久教授的配音課程，短期大學畢業後，她移居東京，於1980年進入俳協附屬訓練學校。在入校10個月後，她通過了試鏡，並於1981年還在訓練學校時，以電視動畫《時空母艦系列 救難小英雄Yattode》的姬栗曆一角首次亮相。
從俳協訓練學校畢業後，她被東京俳優生活協同組合經理松田實以合約的方式借調至NPS劇場。
隔年，1982年，她首次在電視動畫《阿波羅之女》擔任主角。此後，她在NPS劇場工作，之後加入松田創立的ARTSVISION。

## 人物
興趣、特長：鋼琴、作和子、園藝。

## 演出
粗體字表示主要角色。

### 電視動畫
1981年
- 虎面人二世（1981年—1982年，勝子、機場廣播）
- 你好！珊蒂貝爾（日语：ハロー!サンディベル）（凱瑟琳女皇）
- 救難小英雄Yattode（1981年—1982年，姬栗曆[13]）

1982年
- 阿波羅之女（波倫）
- 雷鳥2086（艾爾莎）
- Cybot Robotchi（日语：サイボットロボッチ）（喵子、布里科、生倉鶉）
- 新蜜蜂瑪雅歷險記（日语：みつばちマーヤの冒険）（湯瑪斯、白蟻、懷特）
- 怪物小王子 (1980年版)
- 漫畫水戶黃門（小夏）
- 野生的咆嘯（日语：野生のさけび）

1983年
- 騎士愛我（日语：愛してナイト）（薰）
- 頂尖超人（日语：イタダキマン）（小孩）
- 銀河疾風流離我（絲吉·張）
- 超能機甲 高巴里安（亞千夏·理莎、普克）
- The♥南瓜酒（千穗）
- 小超人帕門 (1983年版)（澤田蜜子、主婦A、少女）

1984年
- 高帽子的梅莫兒（辛西亞）
- 神奇無尾熊（日语：ふしぎなコアラブリンキー）（普琳提）
- 雙子鷹（日语：ふたり鷹）（東條美亞）
- 請多指教跑車郎中（日语：よろしくメカドック）（青木美沙）

1985年
- 昭和笨蛋小說搞笑第1名！（日语：昭和アホ草紙あかぬけ一番!）（1985年—1986年，雷爾）

1986年
- 褞袍超人（少年B）
- 莫克和甜甜（哈納莫格）
- 高校！奇面組（日语：ハイスクール!奇面組）（1986年—1987年，御屋敷麻知、倉持沙織）

1987年
- 聖鬥士星矢（艾瑞納）
- 漫畫日本經濟入門（日语：マンガ日本経済入門）（結城的女兒）

1988年
- 城市獵人2（岡部直美）
- 鬥將!! 拉麵男（愛鈴）
- Topo Gigio（日语：トッポ・ジージョ）（朱朱）
- 仙魔大戰（鐘助、TO巫觀音）

1989年
- 寶馬神童（日语：青いブリンク）（艾法利）
- 惡魔君（莫斯）
- 超能力魔美（SF）

1990年
- 美味大挑戰（初子）
- 櫻桃小丸子（1990年—，伊藤由美子[14]、女孩子、笹山和子、土橋年子〈初代〉 等）2系列
- 魔法使莎莉 (1989年版)（1990年—1991年，光、朋子、百合子）
- 至尊勇者（波波可）

1991年
- 百戰小奇兵
- 金魚注意報（1991年—1992年，海野民子）
- 電腦小奇俠（日语：ゲンジ通信あげだま）（1991年—1992年，阿龜、平家螢）
- 校園七大不可思議神秘事件（日语：ハイスクールミステリー学園七不思議）（石田繪美）
- YAWARA！（山田香）
- 我與我 兩個綠蒂（史蒂菲）

1992年
- 風中少女 金髮珍妮（凱西）
- 蠟筆小新（1994年—，草加由美〈第2代〉）
- 超仙魔大戰（瑪尼亞）
- 麵包超人（香蕉人〈第2代〉）
- 橫山光輝 三國志（英鈴[來源請求]）

1996年
- 機動新世紀鋼彈X（女友B、侍女A）
- 鬼太郎 (第4作)（小百合）

1998年
- 吉本無知子物語（日语：ヨシモトムチッ子物語）（蛞蝓珠代）

2004年
- 我們這一家（表親A）

### 電影動畫
- 小超人帕門：鳥人來了!!（1983年，澤田蜜子）
- 櫻桃小丸子：友情歲月（日语：ちびまる子ちゃん (映画)）（1990年，新田年子）
- 大眼蛙的三劍客（1991年，可洛琳）
- 櫻桃小丸子：我最喜歡的歌（1992年，伊藤由美子）
- 劇場版 我們這一家（2003年，大嬸1）
- Pa-Pa-Pa The★Movie 小超人帕門（2003年，澤田蜜子）
- 蠟筆小新：大對決！機器人爸爸的反擊（2014年，草加由美）

### OVA
- 乳霜檸檬系列 不可以這樣 MAKO的性感交響曲（1985年，抑制、自由[注 1]）
- 活劇少女偵探團（日语：活劇少女探偵団）（1986年，英格莉特·靜·葛貝爾[15]）
- 大眼蛙（2006年，可洛琳）
- 名偵探柯南：追蹤消失的鑽石 柯南、平次vs基德（2006年，聲音很像沖野洋子的女子）

### 遊戲
- 啵咕物語（日语：ぽっぷるメイル）（1994年，雅各夫）
- 暖暖日記 這太完美了（1996年）
- Crystal Class（1998年，薄荷、光之精靈）
- 戰國美少女II：春風之章（1999年，尼娜）
- 櫻桃小丸子DS 小丸子的市鎮（2009年，笹山和子）

### 外語配音

#### 電影
- 夏綠蒂的網（芬兒·艾瑞博）※LD、VHS版。

### 旁白

#### 電視廣告
- 萬代 Piyo Piyo 音樂會

#### 電台廣告
- Kabaya（日语：カバヤ食品） 珠寶巧克力
- 大幸藥品（日语：大幸薬品） 正露丸（喇叭小子）
- 好侍 Fruiche（日语：フルーチェ）
- 明治 草莓巧克力

### 電視節目
- 理科教室中學1年級（日语：理科教室中学校1年生）

### 其它
- 教材/不可思議CD-ROM（拉比）

## 腳註

## 外部連結
- 三浦雅子｜ARTSVISION （日語）